# کالج استیشن، آرکانزاس
کالج استیشن (به انگلیسی: College Station) یک منطقهٔ مسکونی در ایالات متحده آمریکا است که در شهرستان پلاسکی، آرکانزاس واقع شده‌است. کالج استیشن ۳٫۰۰ کیلومتر مربع مساحت و ۴۵۵ نفر جمعیت دارد و ۹۷ متر بالاتر از سطح دریا واقع شده‌است.